# Reconnaissance du travail
La reconnaissance du travail ou reconnaissance au travail est une notion du travail dans laquelle le travailleur est respecté et reconnu pour ses besoins et son expertise unique dans le milieu du travail.

## Reconnaissance et théories en gestion
Le travail est de plus en plus valorisé sur le plan sociétal et semble devenu le premier lieu de relations sociales. Dans ce cadre, la reconnaissance au travail devient un enjeu majeur d'autant que la reconnaissance est un des éléments majeurs d'articulation entre le domaine social et le domaine économique.
Nous observons la reconnaissance sous différentes formes dans les théories en sciences de gestion. Le sujet est particulièrement prégnant dans le courant des relations humaines (Mayo, 1933) ainsi que dans le courant de la théorie socio-économique (Savall, 1975 ; Savall & Zardet, 1987 ; Roche, 2013). Il fait débat dans de nombreuses théories en sciences de gestion, notamment dans les théories des besoins (Maslow, 1954) et les théories de la motivation (Atkinson, 1957 ; Vroom, 1964 ;  Lawler & Porter, 1968 ; Locke & Latham, 1990 ; Herzberg, 1966 ; Deci & Ryan, 1985) mais apparaît aussi en toile de fond des théories de la justice (Adams, 1963) puisque la reconnaissance se réfère à l'équité. 
Le sujet de la reconnaissance est transdisciplinaire et le terme est polysémique, il renvoie donc à de nombreux auteurs en philosophie, psychologie, sociologie, anthropologie, ainsi que de nombreux domaines notamment en biologie et en neuroscience. Citons notamment, sans être exhaustif tant le sujet est connexe à de nombreuses notions, le philosophe Axel Honneth (1992) qui a élaboré une théorie de la reconnaissance sur le sujet à partir des trois formes de reconnaissance élaboré par le philosophe Georg Wilhelm Friedrich Hegel (1802), le philosophe Emmanuel Renault (2004), le philosophe Paul Ricœur (2004), le psycho-sociologue Christophe Dejours (1998) ou encore les sociologues Karasek & Theorell (1990) et Siegrist (1996).
Plusieurs auteurs exposent des facteurs en lien avec la reconnaissance notamment la proximité, l'équité, la valeur accordée à autrui présent lors de la reconnaissance, autonomie, rareté, charge mentale, etc.).

## Travaux fondateurs en sciences de gestion centrés sur la reconnaissance
De plus en plus d'auteurs en gestion le traite comme un sujet central à conceptualiser notamment Claude Bourcier & Yves Palobart (1997), Jean Pierre Brun & Ninon Dugas (2005), St-Onge & al. (2005), Alexis Roche (2014, 2015). Il est particulièrement important en gestion puisqu'il relève des moteurs de la "motivation", terme aux définitions multiples, et à des enjeux forts sur des items de la performance comme l'absentéisme, les accidents du travail, le turn-over, la baisse de motivation, l'innovation... Il joue également un rôle dans le sujet des risques psycho-sociaux. Ces différents auteurs peuvent avoir des avis différents sur ce qui peut être qualifié de reconnaissance mais amènent des réflexions contradictoires ou complémentaires fécondes.

### Les travaux de Bourcier et Palobart
Pour Bourcier & Palobart (1997), l'important est de "connaître les personnes de notre entourage, témoigner ensuite de leur pleine existence et donner enfin du sens à l'action". Ils placent la reconnaissance comme un élément spécifique dans un continuum allant de l'indifférence à la rémunération (Indifférence, Considération, Reconnaissance, Récompense, Rémunération).

### Les travaux de Brun et Dugas
Pour Brun & Dugas (2005), il y a quatre approches de la reconnaissance au travail : la perspective éthique, la conception humaniste et existentielle, l’école de la psychodynamique du travail et l’approche comportementaliste.  
- La perspective éthique est une approche par la dignité humaine et la justice sociale. Elle s'éloigne des enjeux de performances organisationnelles (Brun, 2000). 
- L'approche humaniste et existentielle porte sur le caractère unique et distinct de l'individu et sur le principe d'existence, la notion de justice passe dans cette approche au second plan. Cette conception part du principe qu'en mettant en place les conditions de travail adéquates, les personnes travailleront de manière plus créative pour réaliser les objectifs de l'organisation.
- La perspective de la dynamique du travail s'intéresse aux stratégies individuelles et collectives de défense pour préserver l'équilibre psychique au travail. Elle se base sur les travaux de Dejours (1993) avec le jugement de beauté du travail et le jugement d'utilité du travail.
- L'approche comportementaliste se base sur le comportement humain qui cherche à contrôler les conséquences de ces actes avec une logique de contribution-rétribution. C'est une approche qui est basée sur l'obtention de résultats et est donc tourné autour de l'encouragement aux résultats.
Elles sont associées à quatre pratiques de reconnaissance au travail :  
- La reconnaissance existentielle ; 
- La reconnaissance de la pratique de travail ; 
- La reconnaissance de l’investissement dans le travail ; 
- La reconnaissance des résultats. 

## Travaux contemporains sur la reconnaissance

### Travaux de Roche
Pour Roche (2013, 2014, 2015, 2018, 2021), il y a plusieurs manières de classer la reconnaissance. Il définit quatre catégories, dont trois sont inspirées du philosophe Honneth (1992) et adaptées à l'univers de la gestion. Une quatrième fait l'objet de travaux ultérieurs en lien avec les théories interactionnistes.
- La reconnaissance-relation. Confirmation par l’individu de son existence à travers des relations interindividuelles ayant une dimension affective. Par exemple : gestes, regards et paroles adressés à l’individu mais aussi lorsque l’individu pense qu’on porte attention à ses besoins physiques, physiologiques, esthétiques et autres besoins immatérielles.
- La reconnaissance-récompense, confirmation par l’individu de son existence à travers des pratiques et objets symboliques normés socialement (salaire, prime, promotion, titre, avantages…) perçus positivement lorsqu’ils lui sont remis.
- La reconnaissance-accomplissement, confirmation par l’individu de son existence à travers la prise de conscience de son utilité sociale qui donne sens à son existence avec des possibilités de créer et d’évoluer sur le plan personnel. Les pratiques perçues de reconnaissance-relation et de reconnaissance-récompense peuvent permettre de prendre cette conscience d’évolution positive qui amène ce sentiment de s’accomplir.
- La reconnaissance-physiologique grâce à la perception des cinq sens qui permettent de nous sentir vivant, une fois la prise de conscience de soi effectuée. Elle se crée par les stimuli (toucher, vision, ouïe, goût, odorat mais aussi équilibre, préhension...) reçus qui confirment notre existence mais aussi par le fait d'agir en faisant réagir le monde et avec l'impression d'avoir un impact sur le monde qui confirme mon existence (Exemple : lorsque je laisse tomber un objet, il se casse. Lorsque je parle a un animal ou un humain, souvent il réagit...) ce qui génère des émotions.